# Józef Szujski
Józef Szujski, född 16 juni 1835 i Tarnów, död 7 februari 1883 i Kraków, var en polsk historiker och dramatiker. 
Szujski blev 1869 professor i historia vid Jagellonska universitetet i Kraków och var länge medarbetare i tidskriften "Przegląd polski". Han författade Dzieje Polske podług ostatnich badán (Polens historia enligt senaste forskningar; fyra delar, 1862–66, ny upplaga 1893–96), Dzieje literatury ludow niechrześcianskich (De icke-kristna folkens litteraturhistoria; 1867), Roztrząsania i opowiadania historyczne (Historiska undersökningar och berättelser; 1882) och redigerade "Scriptores rerum polonicarum" (1871). 
Förutom poetiska berättelser, däribland Obrona Częstochowy (Czestochowas försvar) skrev Szujski många historiska skådespel, som Zborowcy (1869), Jerzy Ossoliński (1870), Kopernik (1873), Maryna Mniszóchwna, Śmierc Władyslawa IV (Władyslawa IV:s död) och Dwór królewicza Władyslawa (1876) samt Dlugosz i Kallimach (1880). Under pseudonymen Michal Skiba författade han även några noveller. Dessutom översatte han några skådespel av Aischylos och Aristofanes. Hans samlade skrifter utgavs 1885–96.